# Средний Иус
Средний Иус (2-й Иус) — река в России, протекает по территории Советского района Ханты-Мансийского АО. Устье реки находится в 29 км по левому берегу реки Иус. Длина реки составляет 14 км.

## Данные водного реестра
По данным государственного водного реестра России относится к Иртышскому бассейновому округу, водохозяйственный участок реки — Конда, речной подбассейн реки — Конда. Речной бассейн реки — Иртыш.
Код объекта в государственном водном реестре — 14010600112115300016061.